# Aula regia

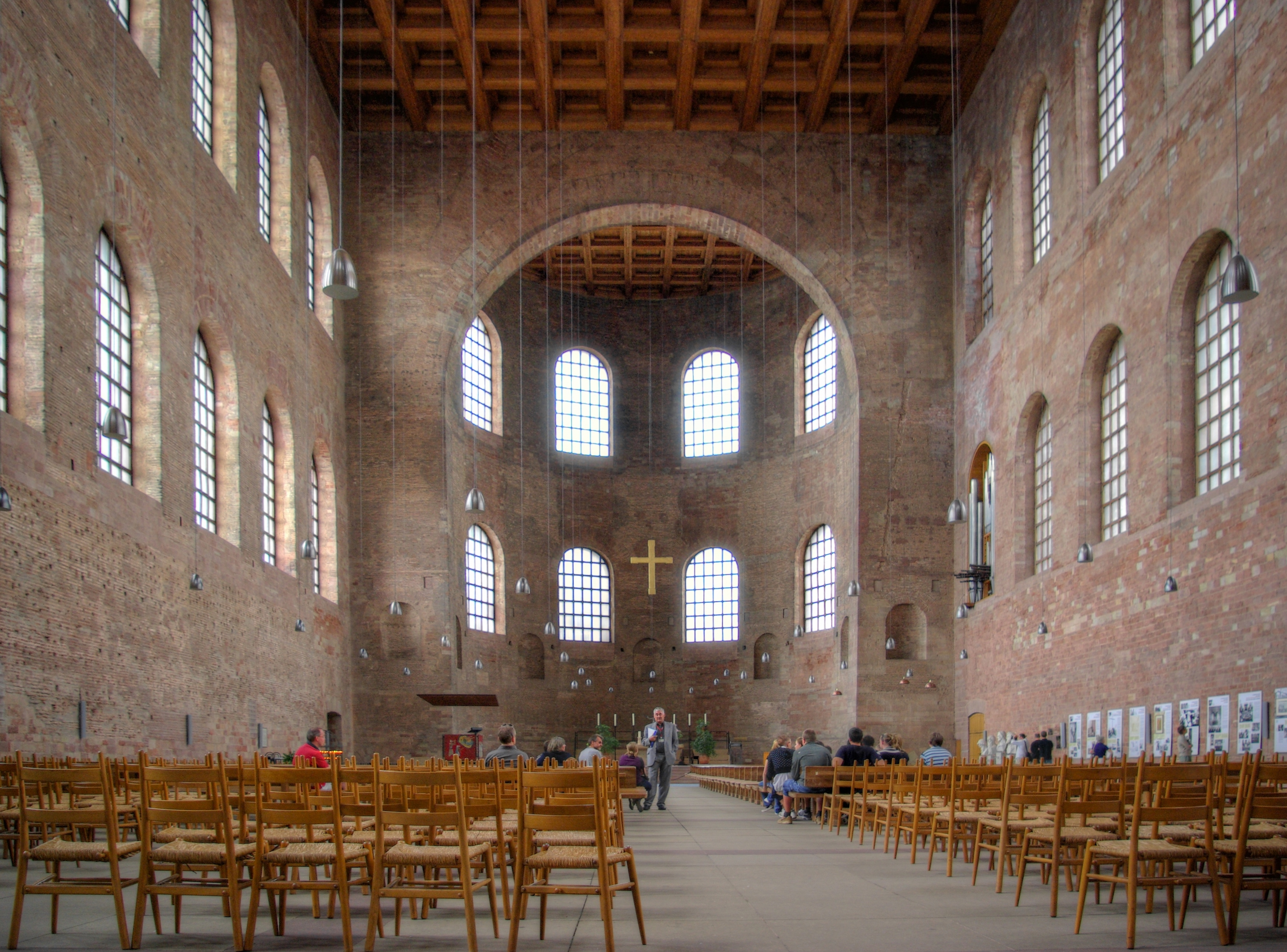
Aula regia in Trier (Konstantinbasilika)

Aula regia (lateinisch für königliche Halle, synonym auch für „Königsburg, Residenz, Säulenhalle“), neuzeitlich auch Palastaula oder Aula Palatina genannt, ist der Name der Thron- und Empfangssäle in den Kaiserpalästen der antiken römischen Architektur sowie in den Königspfalzen des Mittelalters, daher auch Palas-Saal genannt. Der Begriff wurde gelegentlich als Synonym für die Pfalzen selbst verwendet.

## Zweck und Beispiele

### Antike

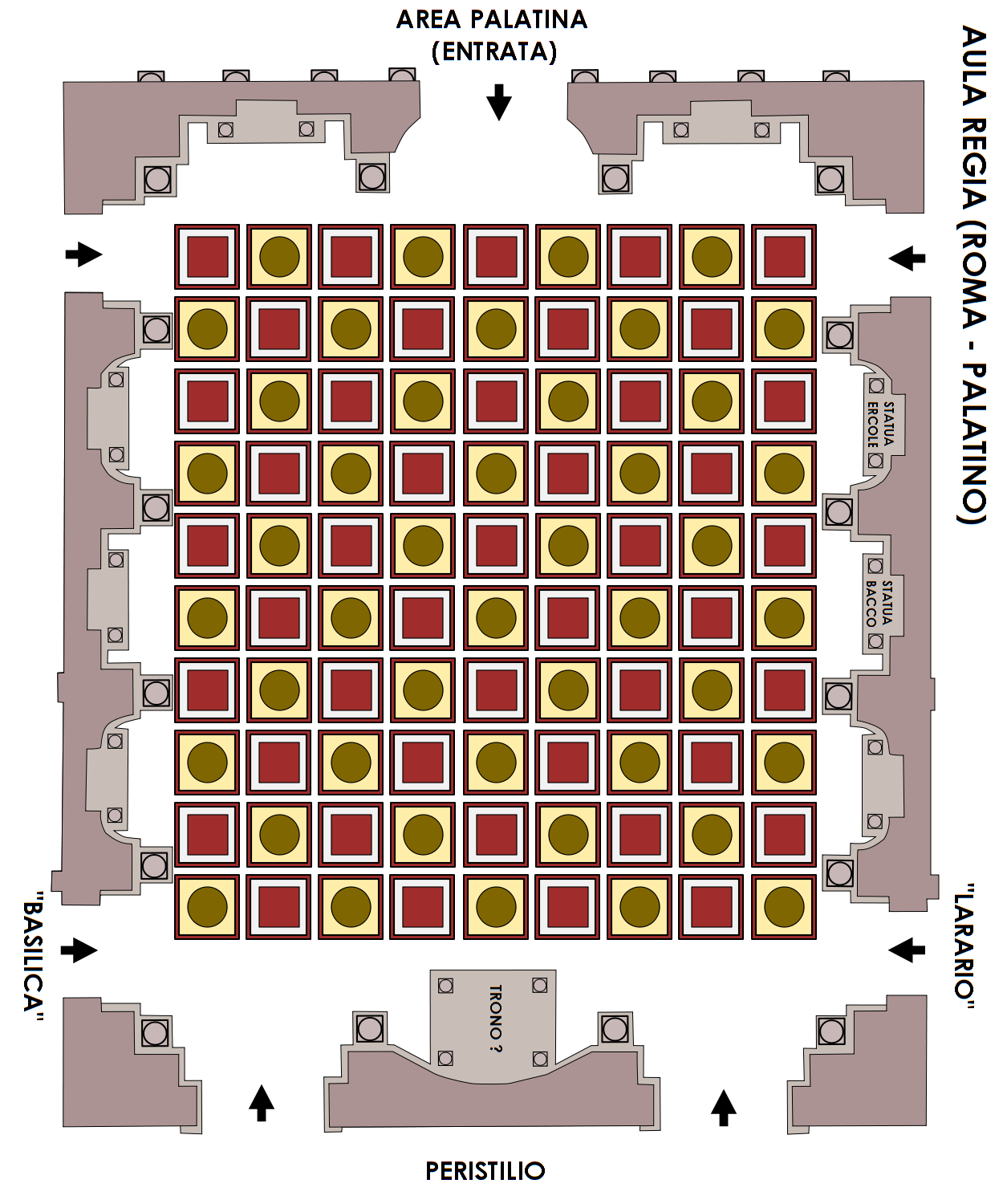
Grundriss der Aula regia in der Domus Flavia auf dem Palatin (Rom)

Architektonisches Vorbild für die Saalbauten der mittelalterlichen deutschen und französischen Pfalzen war hauptsächlich die Konstantinbasilika in Trier, erbaut unter Kaiser Konstantin in den Jahren 305–311, die ihrerseits dem römischen Kaiserpalast auf dem Palatin (Rom) folgte; dort sind in der Domus Flavia, dem im Jahr 92 n. Chr. fertiggestellten Palastbau von Kaiser Domitian, noch die Überreste seiner aula regia erhalten. Die monumentalen aulae regiae dienten als Kulissen für das Hofzeremoniell bei Audienzen und Empfängen, im Mittelalter auch der Reichs- und Hoftage sowie für das Krönungsmahl, für Hochzeitsfeste oder andere Festmähler. Der Thron des Herrschers ist jeweils in der Apsis anzunehmen, der Eingang liegt bei den antiken Aulen dem Thron gegenüber. Auch die römischen Statthalterpaläste verfügten über eine Aula regia, so das Praetorium Köln, dessen Saalbau um 185 n. Chr. entstand, später den fränkischen Königen als Pfalz diente und um 780/790 zerstört wurde.
Die Konstantinbasilika in Trier besitzt eine äußere Länge von 69,8 m (einschließlich der 12,4 m langen Apsis) bei einer Breite von 27,2 m und besaß in der Antike eine Höhe von etwa 30 m. Nach moderner Bautypologie ist ihr heutiger Name nicht ganz korrekt, denn sie folgt nicht dem Bautyp einer Basilika mit durch Säulenreihen abgeteilten Längsschiffen im Inneren, sondern – wie die Aula regia der Domus Flavia – dem eines Saalbaus. Der (heute ziegelsichtige) Innenraum wies nach der Erbauung eine qualitätvolle Wandverkleidung auf: Langhaus und Apsis besaßen Fußböden und Wandverkleidungen aus eingelegten Marmorplatten (opus sectile) bis auf die Höhe der obersten Fenstergesimse, wovon sich Reste und die Löcher der eisernen Halterungen erhalten haben. Darüber folgten Stuckarbeiten bis zur frei tragenden Decke. 
Die Konstantinsbasilika bildete zusammen mit den Kaiserthermen und dem Trierer Circus eine Einheit als Palastbezirk, die bewusst die in Rom entwickelte Beziehung zwischen Circus Maximus und Palatin aufgriff. Der häufig verwendete Name Palastaula oder Aula Palatina trifft es zwar genauer, ist aber im klassischen Latein unbelegt. Kaiser Konstantins Mutter Helena lebte in Rom im Sessoriumspalast; dessen kleinere, hallenförmige Aula ließ sie für ihre aus Jerusalem mitgebrachten Reliquien zur Kirche Santa Croce in Gerusalemme umbauen, während eine größere, dem Bautyp einer dreischiffigen Säulenbasilika entsprechende Zivilbasilika des Palastes dort als Apsisruine noch zu sehen ist. Die frühen christlichen Basiliken folgten dem Vorbild der römischen aulae regiae und setzten in die Apsis den Altar anstelle des Kaiserthrons. Dem Typus der dreischiffigen Säulenbasilika entsprachen auch die in späteren Jahren von Kaiser Konstantin in Rom erbauten Kirchen Alt-St. Peter, Sankt Paul vor den Mauern und Lateranbasilika.

### Mittelalter

Aachener Königspfalz (Rekonstruktionsversuch) mit der Pfalzkapelle im Hintergrund, vorn der Aula regia mit dem Granusturm

Ähnliche Gesamtanlagen wie in Trier schuf Karl der Große mit seinen zahlreichen Pfalzbauten, allen voran der Aachener Königspfalz ab etwa 780. Auf den Grundmauern des Saalbaues der Aachener Königspfalz steht heute das Aachener Rathaus. Eine Aula regia ist als Saalbau Karls des Großen auch in der Pfalz Paderborn nachgewiesen; auf die ausgegrabenen Grundmauern einer späteren Königshalle aus dem 11. Jahrhundert wurde ab 1976 eine Rekonstruktion derselben aufgesetzt. Von den Außenwänden der ebenfalls von Karl dem Großen um 780 erbauten Königshalle der Ingelheimer Kaiserpfalz stehen Teile noch. Die karolingischen Saalbauten wurden, anders als die antiken, trotz der übernommenen Apsiden nicht diesen gegenüber in der Längsachse erschlossen, sondern – wie im traditionellen fränkischen Haus – über die Querachse, was auf dem St. Galler Klosterplan (von 819–826) auch beim Zugang zur Klosterbasilika der Fall ist. Dies zeugt davon, dass der Grund für die Formenübernahme nicht die Anpassung an antike Zeremonielle war.
Eine noch erhaltene westgotische Aula regia, erbaut um 850 n. Chr., ist der später zur Kirche umgewidmete Saalbau von Santa María del Naranco bei Oviedo, der für den asturischen König Ramiro I. errichtet wurde und ebenfalls über die Querachse erschlossen ist. Während die genannten Beispiele der Vorromanik angehören, ist der ebenfalls noch existierende Saalbau der Kaiserpfalz Goslar ein Beispiel für einen romanischen Pfalzbau; er wurde um 1050–55 unter König Heinrich III. errichtet. Hierbei handelt es sich jedoch um zwei übereinander liegende Säle, einen mittels Warmluftheizung beheizbaren „Wintersaal“ im Erdgeschoss und einen per Holzkonstruktion darüber gesetzten „Sommersaal“ im Ersten Stock und Dachgeschoss. Dach und Holzwerke wurden bei der Restaurierung ab 1868 erneuert, der Sommersaal erhielt 1877–97 historistische Wandbilder.
Auch die Kaisersäle der Reichsfürsten, Reichsabteien und Reichsstädte, die dem reisenden römisch-deutschen König gegenüber in „Gastungspflicht“ standen (Reisekönigtum), orientierten sich in Größe und Gestalt an den Aulen der Königspfalzen. Ein erhaltenes Beispiel aus dem Hochmittelalter ist der Kaisersaal im trutzigen Westwerk der Servatiusbasilika in Maastricht im einstigen Hochstift Lüttich (ab etwa 1140 erbaut), hier allerdings bereits im wuchtigen romanischen Stil.

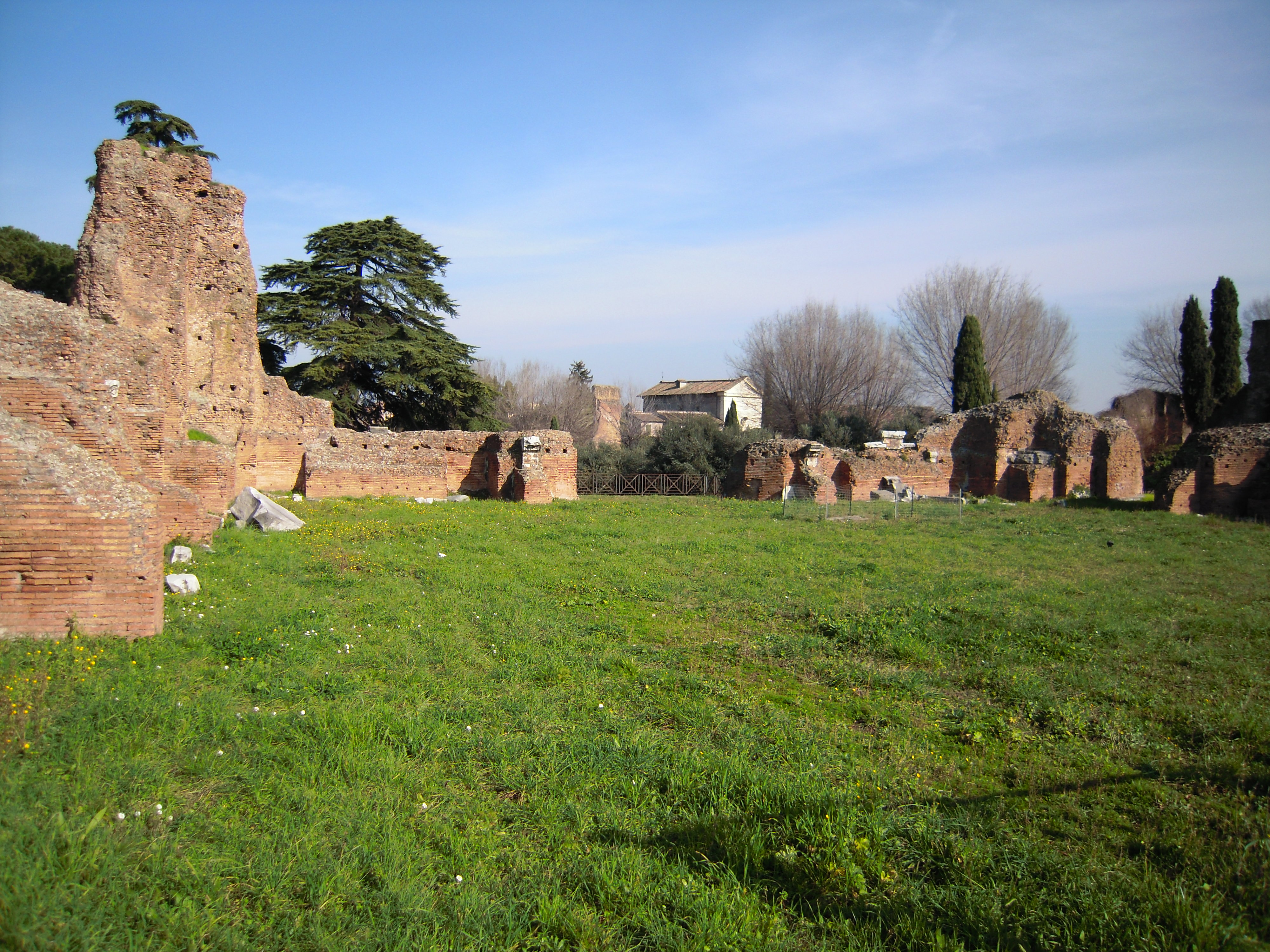
Ruine der Aula regia in der Domus Flavia auf dem Palatin (Rom) (um 92 n. Chr.)
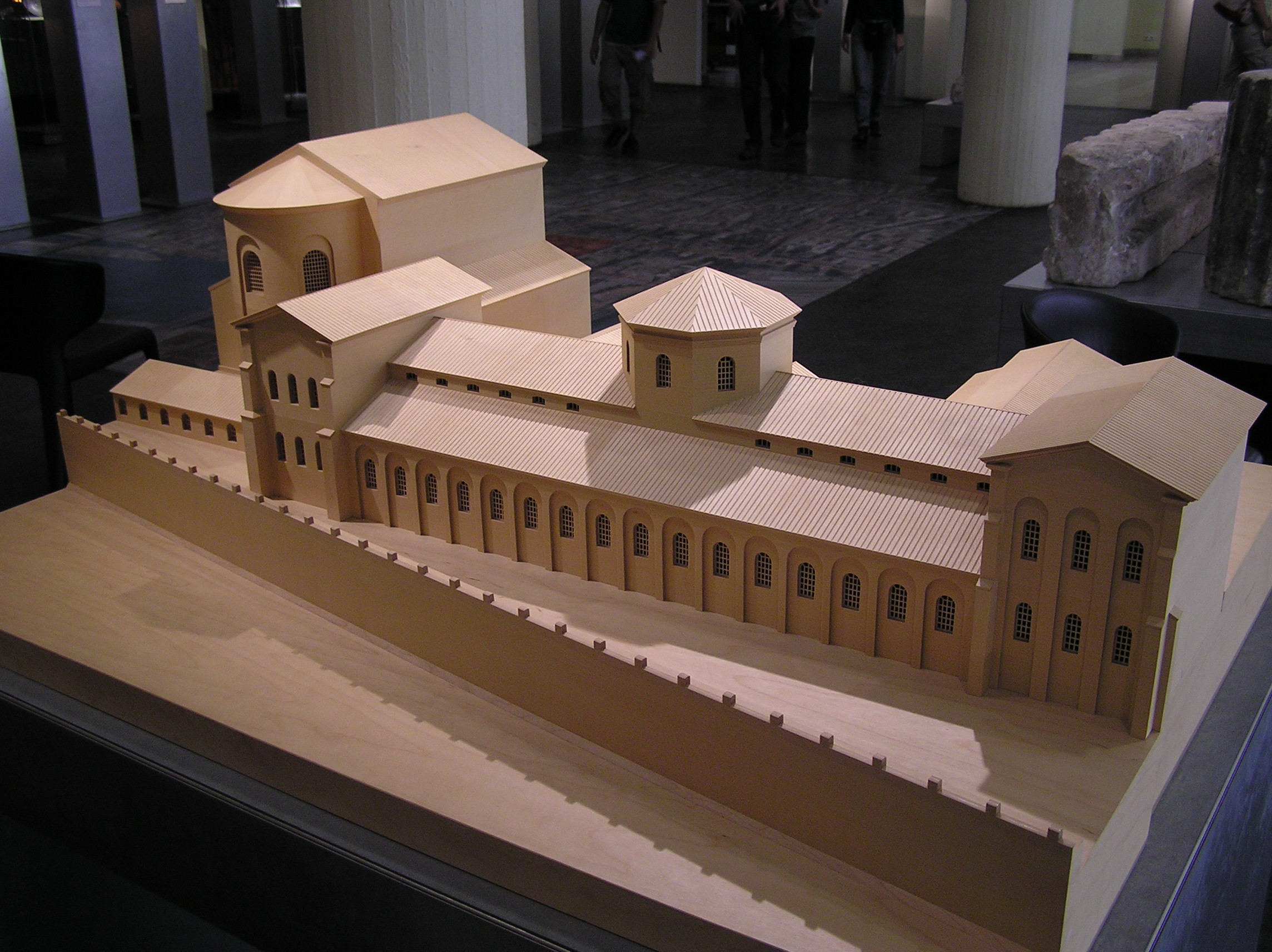
Modell des Praetoriums Köln, links die Aula (um 185)
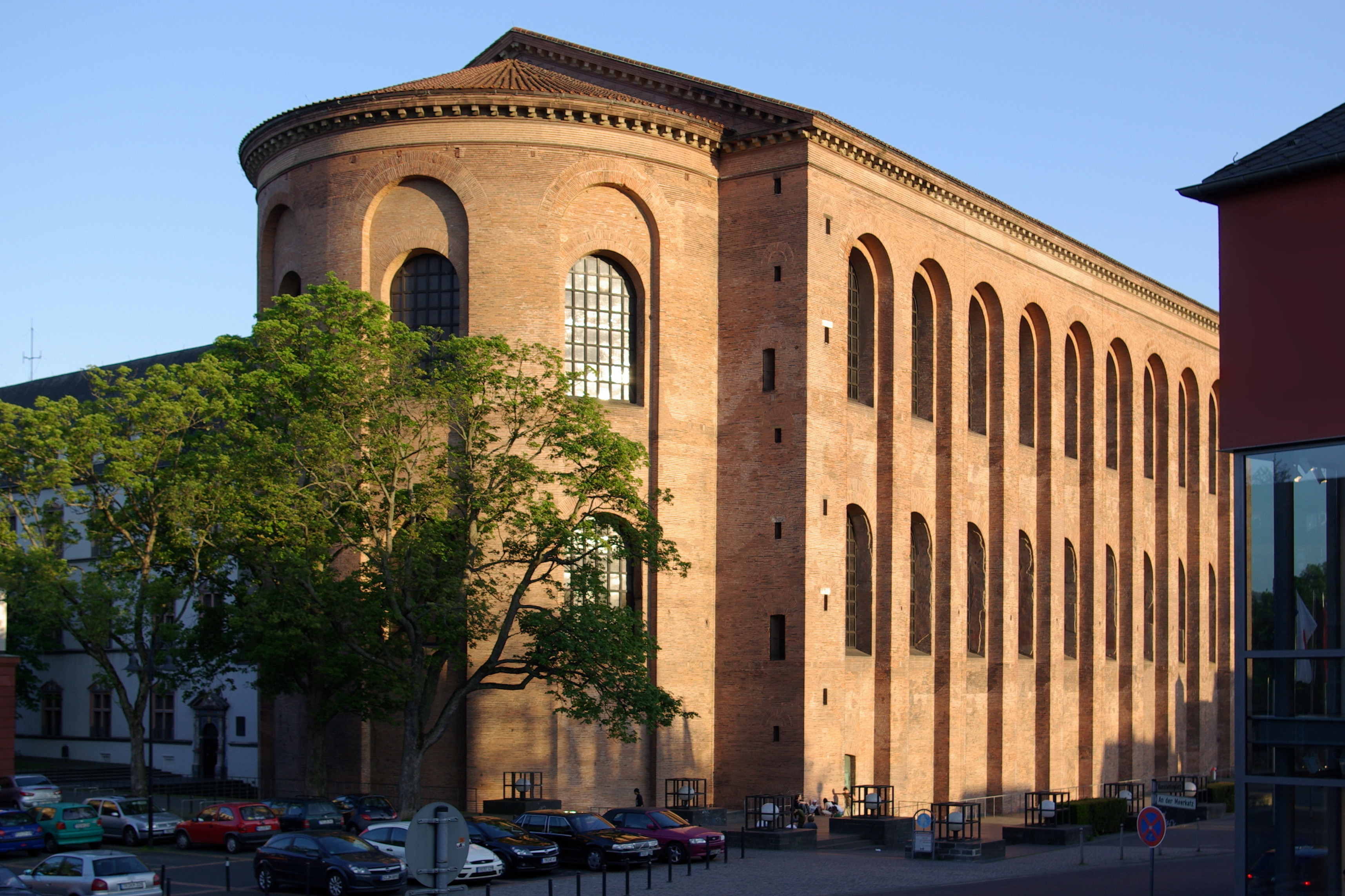
Konstantinbasilika in Trier (305–311)
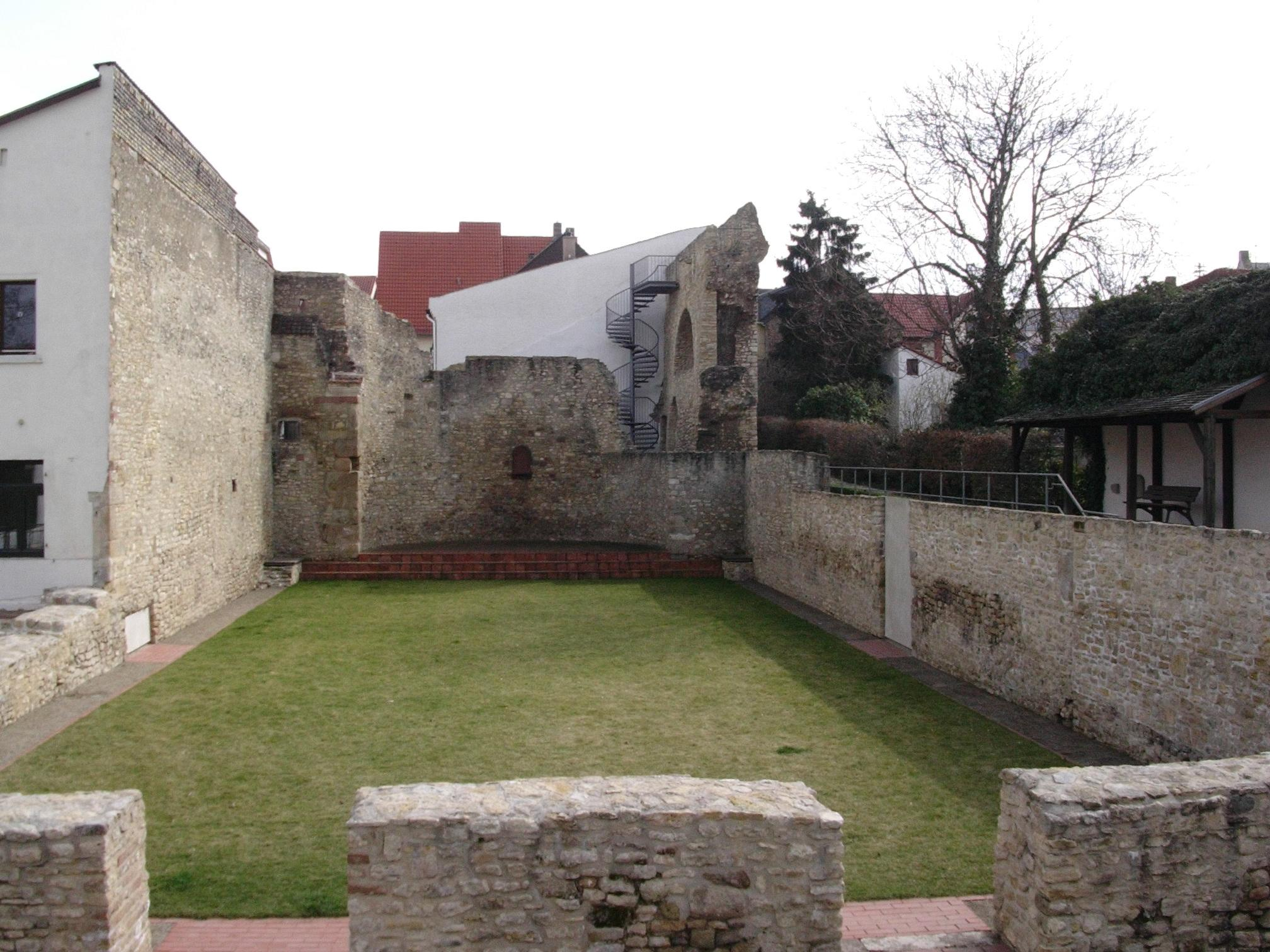
Überreste der Aula regia in der Ingelheimer Kaiserpfalz (um 790)
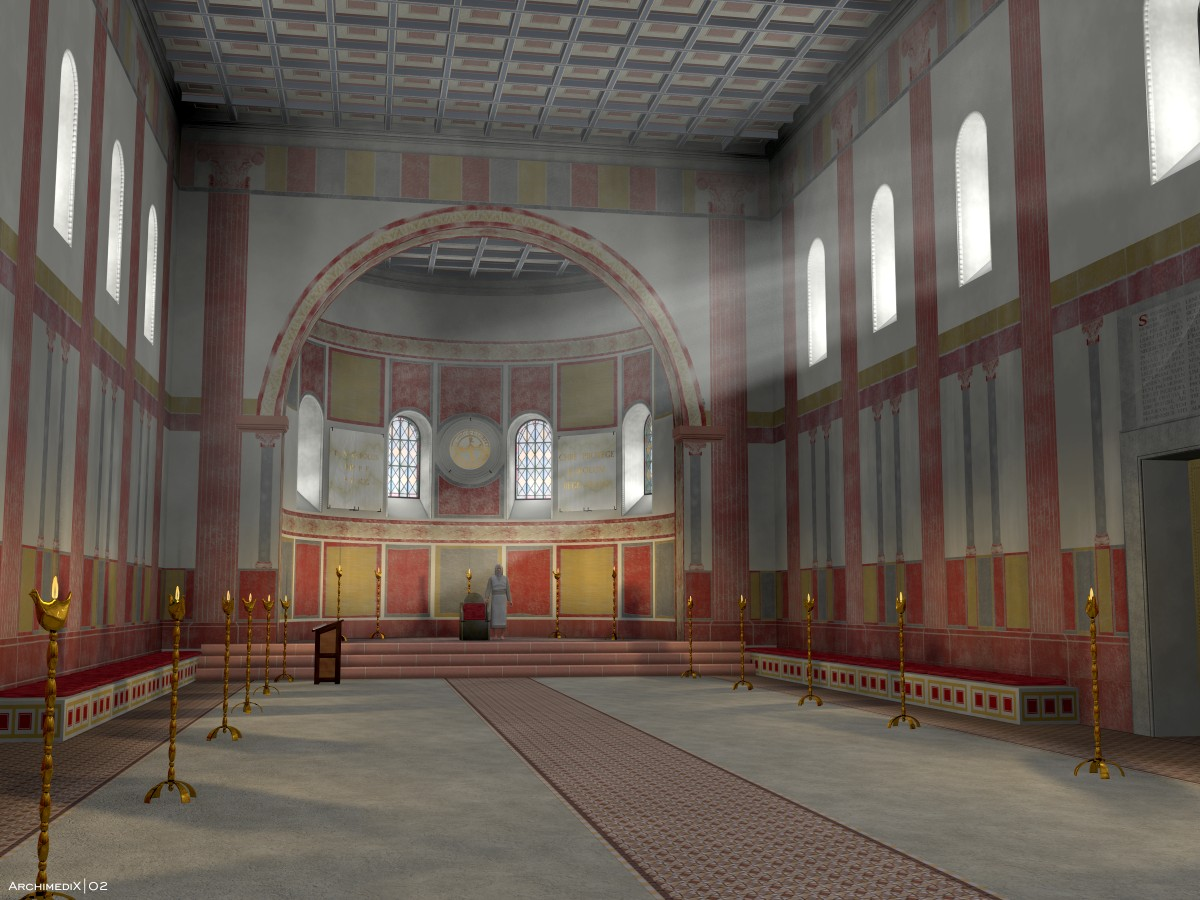
Digitale Rekonstruktion der Aula regia der Ingelheimer Kaiserpfalz (Computergrafik)
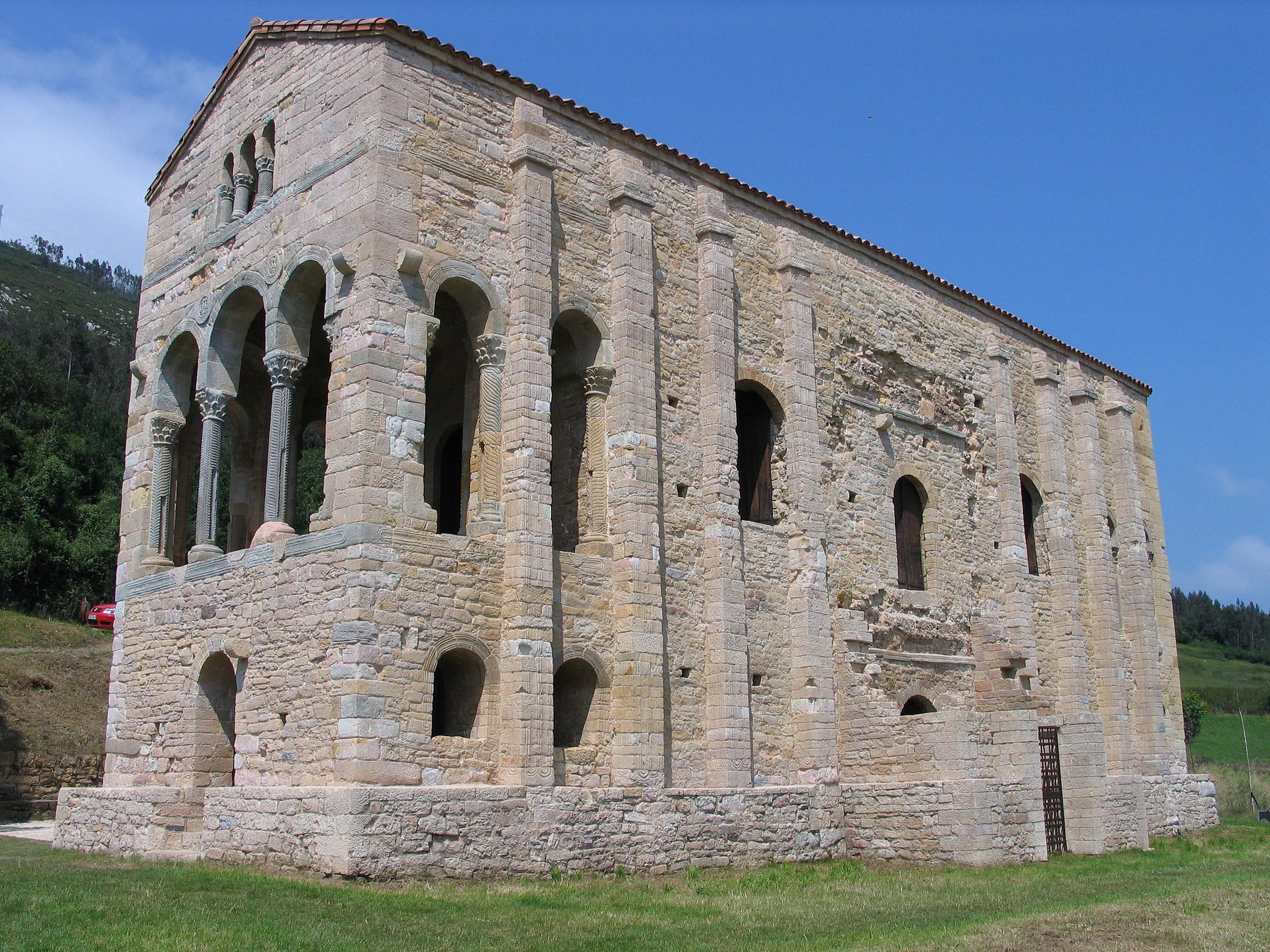
Santa María del Naranco (um 850)
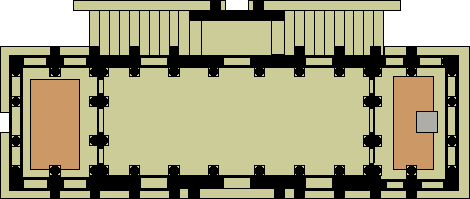
Grundriss von Santa María del Naranco
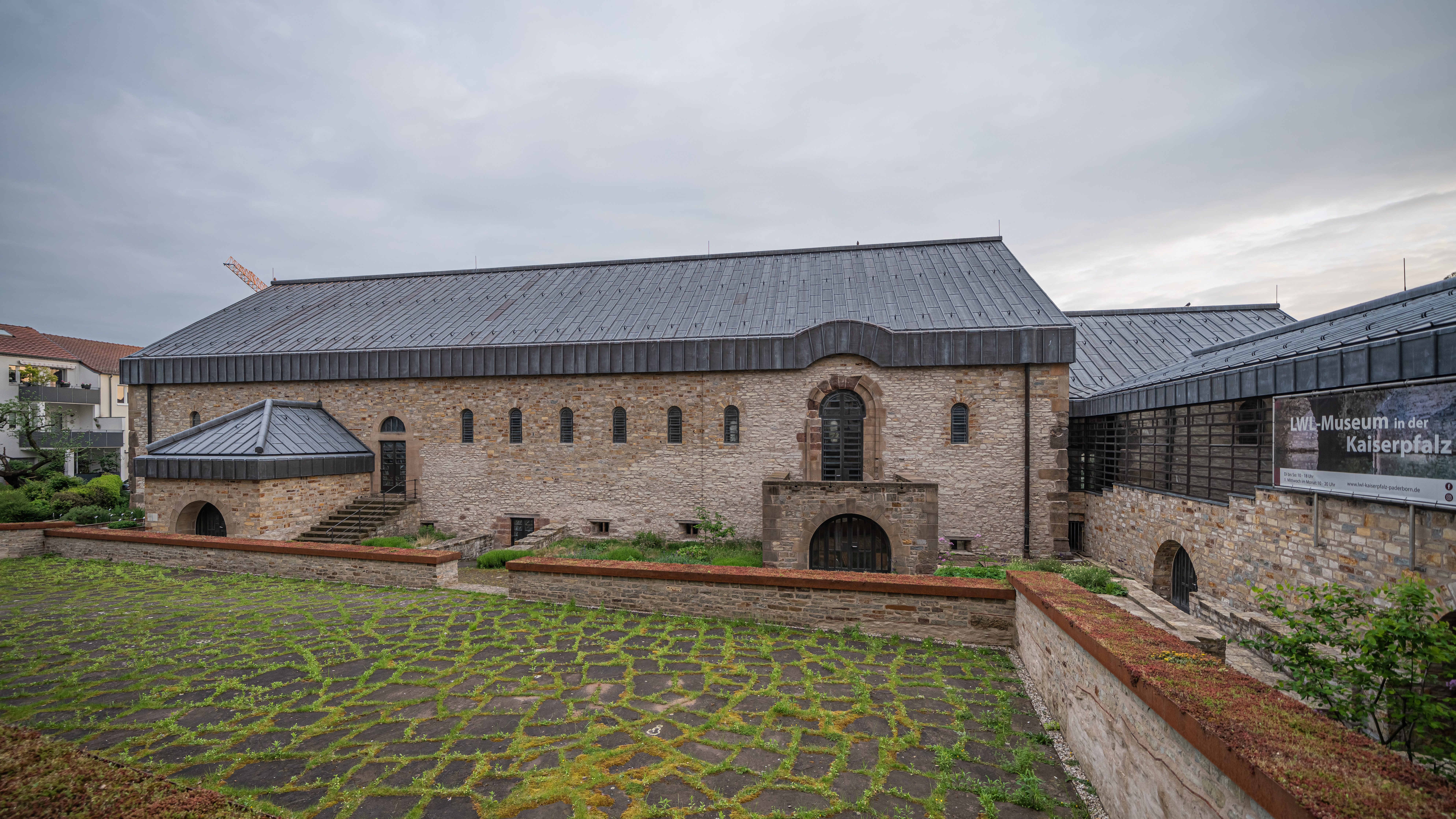
Rekonstruierte Aula regia in der Pfalz Paderborn (um 1015)
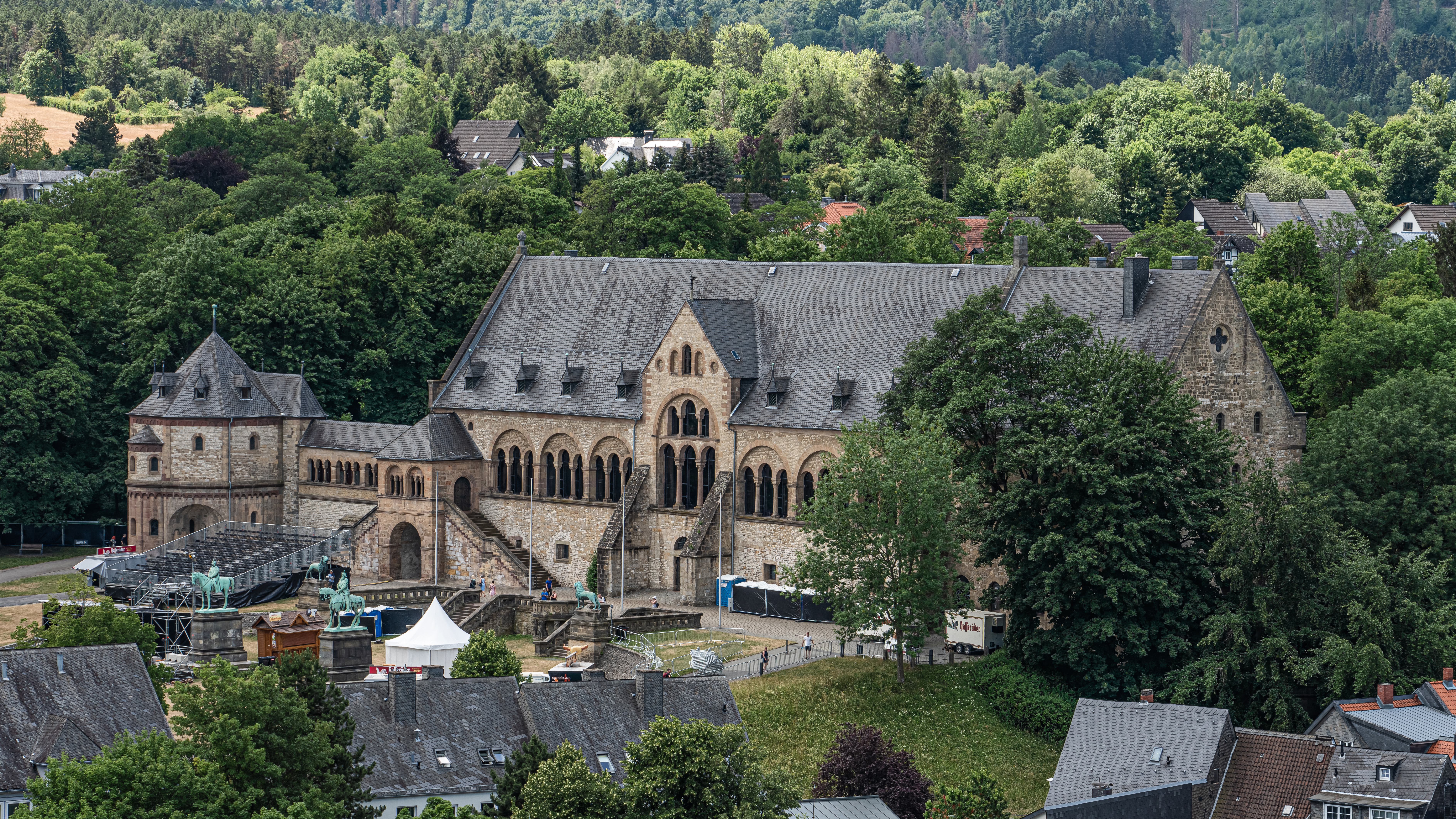
Saalbau der Kaiserpfalz Goslar (1050–55)
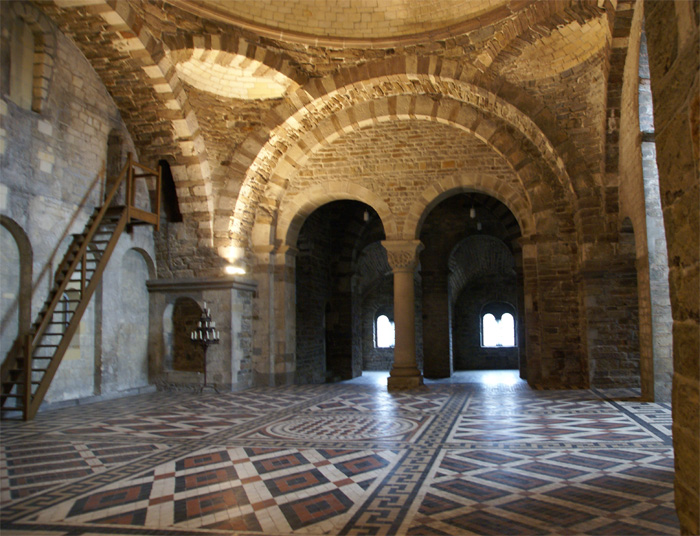
Kaisersaal im Westwerk der Servatiusbasilika in Maastricht (ab 1140)